# Judo als Jocs Olímpics d'Estiu del 2000
Als Jocs Olímpics d'Estiu del 2000 celebrats a la ciutat de Sydney (Austràlia) es disputaren 14 proves de judo, set d'elles en categoria masculina i set més en categoria femenina. La competició tingué lloc al Georgia World Congress Center.
Hi participaren un total de 398 judoques, entre ells 237 homes i 161 dones, de 90 comitès nacionals diferents.

## Resum de medalles

### Categoria masculina
| Prova    | Or                 | Argent             | Bronze                |
| – 60 kg  | Tadahiro Nomura    | Jung Bu-Kyung      | Manolo Poulot         |
| – 60 kg  | Tadahiro Nomura    | Jung Bu-Kyung      | Aidyn Smagulov        |
| – 66 kg  | Hüseyin Özkan      | Larbi Benboudaoud  | Girolamo Giovinazzo   |
| – 66 kg  | Hüseyin Özkan      | Larbi Benboudaoud  | Giorgi Vazagashvili   |
| – 73 kg  | Giuseppe Maddaloni | Tiago Camilo       | Anatoly Laryukov      |
| – 73 kg  | Giuseppe Maddaloni | Tiago Camilo       | Vsevolods Zeļonijs    |
| – 81 kg  | Makoto Takimoto    | Cho In-Chul        | Nuno Delgado          |
| – 81 kg  | Makoto Takimoto    | Cho In-Chul        | Aleksei Budõlin       |
| – 90 kg  | Mark Huizinga      | Carlos Honorato    | Frédéric Demontfaucon |
| – 90 kg  | Mark Huizinga      | Carlos Honorato    | Ruslan Mashurenko     |
| – 100 kg | Kosei Inoue        | Nicolas Gill       | Yuri Stepkine         |
| – 100 kg | Kosei Inoue        | Nicolas Gill       | Stéphane Traineau     |
| + 100 kg | David Douillet     | Shinichi Shinohara | Indrek Pertelson      |
| + 100 kg | David Douillet     | Shinichi Shinohara | Tamerlan Tmenov       |

### Categoria femenina
| Prova   | Or                   | Argent             | Bronze               |
| – 48 kg | Ryoko Tamura         | Lioubov Brouletova | Anna-Maria Gradante  |
| – 48 kg | Ryoko Tamura         | Lioubov Brouletova | Ann Simons           |
| – 52 kg | Legna Verdecia       | Noriko Narazaki    | Kye Sun-Hi           |
| – 52 kg | Legna Verdecia       | Noriko Narazaki    | Liu Yuxiang          |
| – 57 kg | Isabel Fernández     | Driulis González   | Kie Kusakabe         |
| – 57 kg | Isabel Fernández     | Driulis González   | Maria Pekli          |
| – 63 kg | Séverine Vandenhende | Li Shufang         | Gella Vandecaveye    |
| – 63 kg | Séverine Vandenhende | Li Shufang         | Jung Sung-Sook       |
| – 70 kg | Sibelis Veranes      | Kate Howey         | Cho Min-Sun          |
| – 70 kg | Sibelis Veranes      | Kate Howey         | Ylena Scapin         |
| – 78 kg | Tang Lin             | Céline Lebrun      | Simona Richter       |
| – 78 kg | Tang Lin             | Céline Lebrun      | Emanuela Pierantozzi |
| + 78 kg | Yuan Hua             | Daima Beltrán      | Kim Seon-Young       |
| + 78 kg | Yuan Hua             | Daima Beltrán      | Mayumi Yamashita     |

## Medaller
| Posició | País            | Or | Argent | Bronze | Total |
| 1       | Japó            | 4  | 2      | 4      | 8     |
| 2       | França          | 2  | 2      | 2      | 6     |
| 3       | Cuba            | 2  | 2      | 1      | 5     |
| 4       | R.P. de la Xina | 2  | 1      | 1      | 4     |
| 5       | Itàlia          | 1  | 0      | 3      | 4     |
| 6       | Espanya         | 1  | 0      | 0      | 1     |
| 6       | Països Baixos   | 1  | 0      | 0      | 1     |
| 6       | Turquia         | 1  | 0      | 0      | 1     |
| 9       | Corea del Sud   | 0  | 2      | 3      | 5     |
| 10      | Brasil          | 0  | 2      | 0      | 2     |
| 11      | Rússia          | 0  | 1      | 2      | 3     |
| 12      | Canadà          | 0  | 1      | 0      | 1     |
| 12      | Regne Unit      | 0  | 1      | 0      | 1     |
| 14      | Bèlgica         | 0  | 0      | 2      | 2     |
| 14      | Estònia         | 0  | 0      | 2      | 2     |
| 16      | Alemanya        | 0  | 0      | 1      | 1     |
| 16      | Austràlia       | 0  | 0      | 1      | 1     |
| 16      | Belarús         | 0  | 0      | 1      | 1     |
| 16      | Corea del Nord  | 0  | 0      | 1      | 1     |
| 16      | Geòrgia         | 0  | 0      | 1      | 1     |
| 16      | Kirguizstan     | 0  | 0      | 1      | 1     |
| 16      | Letònia         | 0  | 0      | 1      | 1     |
| 16      | Portugal        | 0  | 0      | 1      | 1     |
| 16      | Romania         | 0  | 0      | 1      | 1     |
| 16      | Ucraïna         | 0  | 0      | 1      | 1     |